# Liga Jujeña de Fútbol de la Primera A 2015
El Campeonato de la Liga Jujeña de Fútbol de la Primera A es el campeonato de fútbol oficial de mayor jerarquía en la Provincia de Jujuy. Está organizado por el Comité Ejecutivo de la Liga Jujeña de Fútbol (LJF), y se disputa todos los años con los equipos de primera división de los clubes participantes en la categoría de Primera A. 
En el certamen participan una cantidad de aproximadamente dieciséis equipos por año, que son presentados por los clubes deportivos, asociaciones civiles sin fines de lucro o fundaciones que se encuentran asociadas a la LJF y que tienen su lugar en la categoría ganados por méritos deportivos. 
Cada año el Comité Ejecutivo de la LJF dispone la forma de disputa del campeonato para la corriente temporada, por lo que en algunas oportunidades. En la actualidad la modalidad elegida es la de una competencia anual dividida en diversas fases de disputa.
El ganador al final del torneo se consagra como el "Campeón Jujeño de Fútbol" y gana una plaza para competir en Torneo del Interior que es organizado por el Consejo Federal del Fútbol Argentino de la Asociación del Fútbol Argentino. Según el reglamento de cada año, los equipos con peor mérito deportivo descienden de categoría y jugarán la próxima temporada en la Primera B.

## Modo de disputa año 2014
Actualmente el campeonato de Primera A se disputa entre 16 equipos que se encuentran en una primera fase, llamada "Etapa Clasificación". En esta primera etapa los equipos se enfrentarán a todos los rivales de su respectivo grupo en condición de local y visitante, a todos contra todos con partidos y por suma de puntos
Los quince equipos, por lo que ambos quedarán conformados, es por esto que la liga programará partidos interzonales entre los equipos que queden libres en cada una de las fechas para evitar así que los equipos se queden sin jugar.
Los cuatro mejores clasificados de esta primera etapa, (16 en total), clasificarán a la segunda fase donde otra vez serán cuadrangular de cuarto equipos cada una para disputar la definición final del torneo. Esta tercera etapa de semifinales, se jugará en una definición a dos partidos, uno de condición de local y otro de visitante. El mejor de cada llave. Esta final se jugará en cancha neutral y a un solo partido definitorio.

## Régimen de descenso año 2015
Los descensos, según el reglamento del año 2014, serán dos. Los equipos que pierdan la categoría militarán en la Primera B a partir del año 2015. Los mismos se implementarán de la siguiente forma:
Perderán la Categoría los dos equipos que obtengan el menor puntaje en la Primera Etapa Clasificación; y, obviamente ocupen el último lugar en la Tabla de Posiciones al término de las 26 o 28 fechas. En caso de igualdad en puntos, se disputará un partido en cancha neutral, en las mismas condiciones establecidas para el encuentro final.

## Ascensos y descensos
| Torneo    | Descendidos de la Liga Jujeña 2014 |
| --------- | ---------------------------------- |
| Primera B | El Chañi                           |

| Torneo    | Ascendidos a la Primera A 2015 |
| --------- | ------------------------------ |
| Primera B | Deportivo Universitario        |

## Equipos participantes año 2015
| Equipo                                                              | Ciudad                | Primera participación en el profesionalismo | Último retorno | Temporadas consecutivas desde último retorno | Torneos ganados en el profesionalismo | Ubicación en el Liga Regional 2014 |
| ------------------------------------------------------------------- | --------------------- | ------------------------------------------- | -------------- | -------------------------------------------- | ------------------------------------- | ---------------------------------- |
| Altos Hornos Zapla                                                  | Palpalá               | 1947                                        | 1961           | 53                                           | 14                                    | 6.°                                |
| Ciudad de Nieva                                                     | San Salvador de Jujuy | 1958                                        | 1972           | 42                                           | 2                                     | 3.°                                |
| Deportivo El Cruce                                                  | San Salvador de Jujuy | 1927                                        | 1966           | 48                                           | 0                                     | 16.°                               |
| Atlético Cuyaya                                                     | San Salvador de Jujuy | 1937                                        | 2003           | 11                                           | 3                                     | 2.°                                |
| Chañi La Viña                                                       | San Salvador de Jujuy | 1958                                        | 2012           | 2                                            | 0                                     | 12.°                               |
| General Belgrano                                                    | San Salvador de Jujuy | 1927                                        | 1965           | 49                                           | 6                                     | 11.°                               |
| General Lavalle                                                     | San Salvador de Jujuy | 1931                                        | 1997           | 17                                           | 0                                     | 8.°                                |
| Gimnasia y Esgrima                                                  | San Salvador de Jujuy | 1931                                        | -              | 83                                           | 24                                    | 1.°                                |
| Atlético Gorriti                                                    | San Salvador de Jujuy | 1937                                        | 1986           | 28                                           | 3                                     | 5.°                                |
| Deportivo Luján                                                     | San Salvador de Jujuy | 1954                                        | 1998           | 16                                           | 1                                     | 10.°                               |
| Archivo:Escudo de Sportivo Belgrano (Jujuy).gif Sportivo Palermo    | San Salvador de Jujuy | 1931                                        | 2001           | 13                                           | 0                                     | 14.°                               |
| Atlético Palpalá                                                    | Palpalá               | 1968                                        | 1989           | 25                                           | 0                                     | 11.°                               |
| Los Perales Comercio                                                | Los Perales           | 1929                                        | 2012           | 2                                            | 1                                     | 13.°                               |
| Talleres                                                            | Perico                | 1944                                        | 1978           | 35                                           | 8                                     | 7.°                                |
| Archivo:Escudo del Club Atlético Terry (Tilcara).jpg Atlético Terry | Tilcara               | 2011                                        | 2014           | 1                                            | 0                                     | 15.°                               |
| Deportivo Universitario                                             | San Salvador de Jujuy | 1998                                        | 2015           | 17                                           | 1                                     | -.°                                |

### Distribución geográfica de los equipos
| Ciudades o Barrios    | Cant. | Equipos |
| --------------------- | ----- | --- |
| San Salvador de Jujuy | 11    | Ciudad de Nieva, El Cruce, Atlético Cuyaya, General Belgrano, General Lavalle, Gimnasia y Esgrima, Atlético Gorriti, Deportivo Luján, Sportivo Belgrano, Deportivo Universitario. |
| Palpalá               | 2     | Altos Hornos Zapla, Atlético Palpalá. |
| La Viña               | 1     | Chañi-LV. |
| Los Perales           | 1     | Los Perales Comercio. |
| Perico                | 1     | Talleres. |
| Tilcara               | 1     | Atlético Terry. |

## Tabla de posiciones
| Pos  | Equipo                  | Pts | PJ | PG | PE | PP | GF | GC | Dif |
| ---- | ----------------------- | --- | -- | -- | -- | -- | -- | -- | --- |
| 1.º  | Atlético Palpalá        | 15  | 6  | 5  | 0  | 1  | 16 | 9  | 7   |
| 2.º  | Chañi La Viña           | 15  | 6  | 5  | 0  | 1  | 11 | 8  | 3   |
| 3.º  | Altos Hornos Zapla      | 13  | 6  | 4  | 1  | 1  | 14 | 6  | 8   |
| 4.º  | Gimnasia y Esgrima      | 13  | 6  | 4  | 1  | 1  | 9  | 2  | 7   |
| 5.º  | Talleres                | 13  | 6  | 4  | 1  | 1  | 12 | 7  | 5   |
| 6.º  | Deportivo Universitario | 13  | 6  | 3  | 2  | 1  | 14 | 11 | 3   |
| 7.º  | General Lavalle         | 11  | 6  | 3  | 2  | 1  | 13 | 5  | 8   |
| 8.º  | Sportivo Palermo        | 11  | 6  | 3  | 2  | 1  | 13 | 11 | 2   |
| 9.º  | General Belgrano        | 7   | 6  | 2  | 1  | 3  | 10 | 11 | -1  |
| 10.º | Los Perales Comercio    | 6   | 5  | 2  | 0  | 3  | 9  | 11 | -2  |
| 11.º | Atlético Gorriti        | 4   | 5  | 1  | 1  | 3  | 7  | 11 | -4  |
| 12.º | Ciudad de Nieva         | 3   | 6  | 1  | 0  | 5  | 13 | 18 | -5  |
| 13.º | Atlético Cuyaya         | 3   | 6  | 1  | 0  | 5  | 6  | 11 | -5  |
| 14.º | Deportivo Luján         | 3   | 4  | 1  | 0  | 3  | 5  | 11 | -6  |
| 15.º | Atlético Terry          | 2   | 6  | 0  | 2  | 4  | 8  | 14 | -6  |
| 16.º | Deportivo El Cruce      | 0   | 6  | 0  | 0  | 6  | 5  | 19 | -14 |

|  | |
|  | El equipo que ocupe esta posición al término del torneo será campeón y ascenderá a Torneo Federal C                                |
|  | Los equipos que ocupen estas posiciones al término del torneo jugarán un torneo reducido por el segundo ascenso a Torneo Federal C |
|  | El equipo que ocupe esta posición al final del torneo descenderá a la Primera B.                                                   |

## Resultados

### Primera rueda
| Sportivo Palermo | 2 - 0 | Altos Hornos Zapla | La Tablada (Sp. Palermo) | 27 de marzo  | No hay datos |
| Atlético Terry   | 0 - 1 | Gimnasia y Esgrima | Juan Carlos Ayarde       | 27 de marzo  | No hay datos |
| El Cruce         | 0 - 1 | Talleres (P)       | La Tablada (El Cruce)    | 28 de marzo  | No hay datos |
| Universitario    | 2 - 1 | Atlético Cuyaya    | La Tablada (CdN)         | 28 de marzo  | No hay datos |
| Ciudad de Nieva  | 0 - 2 | Atlético Lavalle   | La Tablada (CdN)         | 29 de marzo  | No hay datos |
| Los Perales      | 0 - 3 | Atlético Palpalá   | El Fortín Gaucho         | 29 de marzo  | No hay datos |
| Atlético Gorriti | 0 - 2 | Chañi LV           | Fernando Tejerina        | 29 de marzo  | No hay datos |
| General Belgrano | 3 - 4 | Deportivo Luján    | La Tablada (CdN)         | 30 de marzo. | No hay datos |

| Gimnasia y Esgrima | 4 - 0 | Universitario      | 23 de Agosto            | 2 de abril | 16:15 |
| Atlético Cuyaya    | 0 - 2 | Atlético Lavalle   | Luis Bravo              | 3 de abril | 16:15 |
| Talleres (P)       | 2 - 1 | General Belgrano   | Plinio Zabala           | 3 de abril | 16:15 |
| Los Perales        | 2 - 1 | El Cruce           | El Fortín Gaucho        | 3 de abril | 16:15 |
| Atlético Terry     | 2 - 2 | Sportivo Palermo   | Juan Carlos Ayarde      | 3 de abril | 16:15 |
| Ciudad de Nieva    | 1 - 2 | Chañi La Viña      | La Tablada (CdN)        | 5 de abril | 11:15 |
| Atlético Gorriti   | 2 - 4 | Atlético Palpalá   | Fausto Tejerina         | 5 de abril | 16:15 |
| Deportivo Luján    | -     | Altos Hornos Zapla | La Tablada (Dep. Luján) | TBA        | TBA   |

| Atlético Palpalá   | 3 - 2 | Ciudad de Nieva    | La Tablada (Palpalá)        | 9 de abril  | 16:15        |
| General Belgrano   | 1 - 3 | Los Perales        | La Tablada (Gral. Belgrano) | 10 de abril | No hay datos |
| Atlético Lavalle   | 1 - 1 | Gimnasia y Esgrima | Luis Bravo                  | 10 de abril | No hay datos |
| Universitario      | 3 - 1 | Atlético Terry     | Los Perales R.C.            | 10 de abril | 18:00        |
| Altos Hornos Zapla | 1 - 1 | Talleres (P)       | Emilio Fabrizzi             | 10 de abril | 18:15        |
| Chañi LV           | 2 - 1 | Atlético Cuyaya    | La Tablada (Chañi-LV)       | 11 de abril | 16:15        |
| El Cruce           | 1 - 4 | Atlético Gorriti   | La Tablada (El Cruce)       | 13 de abril | 16:15        |
| Sportivo Palermo   | 2 - 1 | Deportivo Luján    | La Tablada (Sp. Palermo)    | 14 de abril | 16:15        |

| Universitario      | 3 - 3 | Sportivo Palermo   | Los Perales R.C.         | 17 de abril | 16:15 |
| Atlético Terry     | 2 - 2 | Atlético Lavalle   | Juan Carlos Ayarde       | 17 de abril | 16:15 |
| Los Perales        | 2 - 3 | Altos Hornos Zapla | El Fortín Gaucho         | 17 de abril | 16:15 |
| Talleres (P)       | 4 - 0 | Deportivo Luján    | Plinio Zabala            | 17 de abril | 16:15 |
| Ciudad de Nieva    | 9 - 2 | El Cruce           | La Tablada (CdN)         | 17 de abril | 16:15 |
| Gimnasia y Esgrima | 0 - 1 | Chañi LV           | 23 de Agosto             | 18 de abril | 16:15 |
| Atlético Gorriti   | 1 - 1 | General Begrano    | Fausto Tejerina          | 19 de abril | 16:15 |
| Atlético Cuyaya    | 1 - 2 | Atlético Palpalá   | La Tablada (Atl. Cuyaya) | 19 de abril | 16:15 |

| Atlético Palpalá   | 0 - 2 | Gimnasia y Esgrima | La Tablada (Palpalá)        | 23 de abril | 16:15 |
| Altos Hornos Zapla | 3 - 0 | Atlético Gorriti   | Emilio Fabrizzi             | 24 de abril | 16:00 |
| Sportivo Palermo   | 3 - 1 | Talleres (P)       | La Tablada (Sp. Belgrano)   | 24 de abril | 16:15 |
| General Lavalle    | 0 - 1 | Universitario      | Luis Bravo                  | 24 de abril | 16:30 |
| Chañi LV           | 2 - 1 | Atlético Terry     | La Tablada (Chañi-LV)       | 25 de abril | 17:00 |
| El Cruce           | 1 - 2 | Atlético Cuyaya    | La Tablada (El Cruce)       | 27 de abril | 18:00 |
| General Belgrano   | 2 - 0 | Ciudad de Nieva    | La Tablada (Gral. Belgrano) | 28 de abril | 18:00 |

| Ciudad de Nieva    | 1 - 5 | Altos Hornos Zapla | La Tablada (Ciudad de Nieva) | 2 de mayo | 11:15 |
| Atlético Terry     | 2 - 4 | Atlético Paplalá   | Juan Carlos Ayarde           | 3 de mayo | 16:00 |
| Atlético Cuyaya    | 1 - 2 | General Belgrano   | La Tablada (Atl. Cuyaya)     | 3 de mayo | 16:00 |
| General Lavalle    | 4 - 1 | Sportivo Palermo   | Luis Bravo                   | 3 de mayo | 16:15 |
| Los Perales        | 2 - 3 | Talleres (P)       | El Fortín                    | 3 de mayo | 16:15 |
| Gimnasia y Esgrima | 1 - 0 | El Cruce           | 23 de Agosto                 | 3 de mayo | 16:15 |
| Universitario      | 5 - 2 | Chañi LV           | La Tablada (Univ.)           | 3 de mayo | 16:15 |

|  | - |  |  | 7 de mayo | A confirmar |
|  | - |  |  | 7 de mayo | A confirmar |
|  | - |  |  | 7 de mayo | A confirmar |
|  | - |  |  | 7 de mayo | A confirmar |
|  | - |  |  | 7 de mayo | A confirmar |
|  | - |  |  | 7 de mayo | A confirmar |
|  | - |  |  | 7 de mayo | A confirmar |
|  | - |  |  | 7 de mayo | A confirmar |

|  | - |  |  | 14 de mayo | A confirmar |
|  | - |  |  | 14 de mayo | A confirmar |
|  | - |  |  | 14 de mayo | A confirmar |
|  | - |  |  | 14 de mayo | A confirmar |
|  | - |  |  | 14 de mayo | A confirmar |
|  | - |  |  | 14 de mayo | A confirmar |
|  | - |  |  | 14 de mayo | A confirmar |
|  | - |  |  | 14 de mayo | A confirmar |

|  | - |  |  | 21 de mayo | A confirmar |
|  | - |  |  | 21 de mayo | A confirmar |
|  | - |  |  | 21 de mayo | A confirmar |
|  | - |  |  | 21 de mayo | A confirmar |
|  | - |  |  | 21 de mayo | A confirmar |
|  | - |  |  | 21 de mayo | A confirmar |
|  | - |  |  | 21 de mayo | A confirmar |
|  | - |  |  | 21 de mayo | A confirmar |

|  | - |  |  | 29 de mayo | A confirmar |
|  | - |  |  | 29 de mayo | A confirmar |
|  | - |  |  | 29 de mayo | A confirmar |
|  | - |  |  | 29 de mayo | A confirmar |
|  | - |  |  | 29 de mayo | A confirmar |
|  | - |  |  | 29 de mayo | A confirmar |
|  | - |  |  | 29 de mayo | A confirmar |
|  | - |  |  | 29 de mayo | A confirmar |

|  | - |  |  | 5 de junio | A confirmar |
|  | - |  |  | 5 de junio | A confirmar |
|  | - |  |  | 5 de junio | A confirmar |
|  | - |  |  | 5 de junio | A confirmar |
|  | - |  |  | 5 de junio | A confirmar |
|  | - |  |  | 5 de junio | A confirmar |
|  | - |  |  | 5 de junio | A confirmar |
|  | - |  |  | 5 de junio | A confirmar |

|  | - |  |  | 12 de junio | A confirmar |
|  | - |  |  | 12 de junio | A confirmar |
|  | - |  |  | 12 de junio | A confirmar |
|  | - |  |  | 12 de junio | A confirmar |
|  | - |  |  | 12 de junio | A confirmar |
|  | - |  |  | 12 de junio | A confirmar |
|  | - |  |  | 12 de junio | A confirmar |
|  | - |  |  | 12 de junio | A confirmar |

|  | - |  |  | 19 de junio | A confirmar |
|  | - |  |  | 19 de junio | A confirmar |
|  | - |  |  | 19 de junio | A confirmar |
|  | - |  |  | 19 de junio | A confirmar |
|  | - |  |  | 19 de junio | A confirmar |
|  | - |  |  | 19 de junio | A confirmar |
|  | - |  |  | 19 de junio | A confirmar |
|  | - |  |  | 19 de junio | A confirmar |

|  | - |  |  | 26 de junio | A confirmar |
|  | - |  |  | 26 de junio | A confirmar |
|  | - |  |  | 26 de junio | A confirmar |
|  | - |  |  | 26 de junio | A confirmar |
|  | - |  |  | 26 de junio | A confirmar |
|  | - |  |  | 26 de junio | A confirmar |
|  | - |  |  | 26 de junio | A confirmar |
|  | - |  |  | 26 de junio | A confirmar |

|  | - |  |  | 3 de julio | A confirmar |
|  | - |  |  | 3 de julio | A confirmar |
|  | - |  |  | 3 de julio | A confirmar |
|  | - |  |  | 3 de julio | A confirmar |
|  | - |  |  | 3 de julio | A confirmar |
|  | - |  |  | 3 de julio | A confirmar |
|  | - |  |  | 3 de julio | A confirmar |
|  | - |  |  | 3 de julio | A confirmar |

| 1. |

## Torneo reducido por el segundo ascenso
Los equipos ubicados del 2.° al 5.° lugar de la tabla de posiciones final participarán del Reducido. El mismo consistirá en un torneo por eliminación directa que inicia enfrentándose en semifinales, la cual se definirá en partidos de ida y vuelta y cuyos triunfadores llegarán a la final. El equipo que haya finalizado el torneo regular mejor posicionado que su adversario cerrará la serie como local. El equipo que resulte ganador del torneo obtendrá el segundo ascenso y jugará la temporada entrante en la Federal C.

## Goleadores
| Jugador | Equipo | Goles | Jugada | Cabeza | T. libre | Penal |
| ------- | ------ | ----- | ------ | ------ | -------- | ----- |
|         |        | 0     | 0      | 0      | 0        | 0     |
|         |        | 0     | 0      | 0      | 0        | 0     |
|         |        | 0     | 0      | 0      | 0        | 0     |
|         |        | 0     | 0      | 0      | 0        | 0     |